# Saksisch-Ernestijnse Huisorde

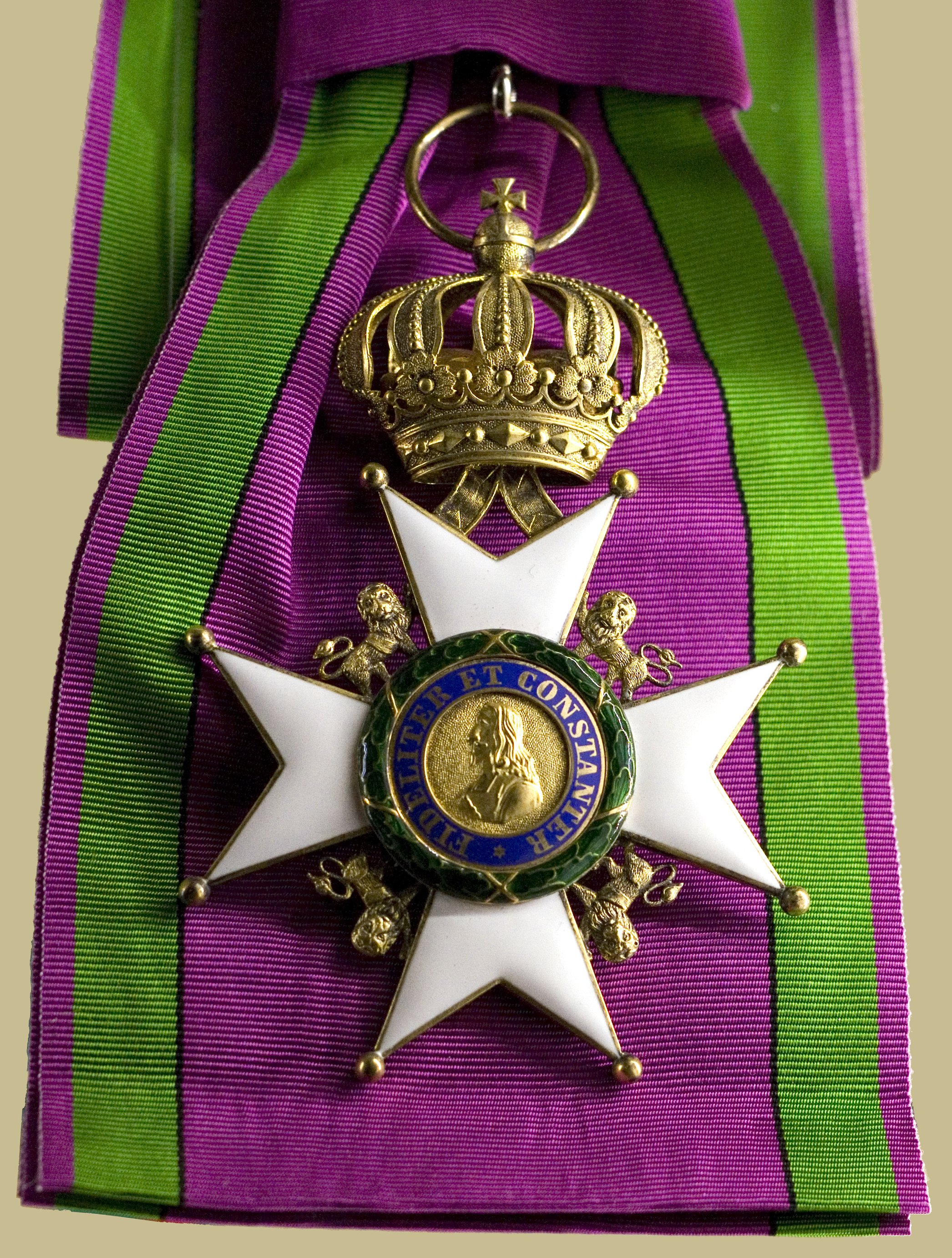
Grootkruis van de Saksisch-Ernestijnse Huisorde

De Saksisch-Ernestijnse Huisorde (Duits: Herzoglich Sachsen-Ernestinischer Hausorden) was een gezamenlijke orde van de drie in Thüringen gelegen Saksische hertogdommen Saksen-Altenburg, Saksen-Coburg en Gotha en Saksen-Meiningen.

## Creatie
Toen de tak Saksen-Gotha-Altenburg in 1833 uitstierf verdeelden de drie overgebleven Ernestijnse takken van het Huis Saksen, niet te verwarren met de oudere koninklijke tak in het koninkrijk Saksen, de nalatenschap van Ernst de Vrome van Saksen-Gotha (1601 - 1675). De sinds 1830 in België regerende tak en de Britse prins-gemaal Albert van Saksen-Coburg en Gotha, een jongere zoon, hadden hierin geen stem of aandeel.
De drie hertogen, Frederik van Saksen-Altenburg, Ernst I van Saksen-Coburg en Gotha en Bernhard II van Saksen-Meiningen stichtten op 25 december 1833 een orde waarbij zij aan de 1690 gestichte "Orde van de Duitse Redelijkheid" (Duits: "Orden der deutschen Redlichkeit) herinnerden.
De orde kreeg een dubbele rol; zij was bestemd voor de prinsen uit de drie regerende hertogelijke huizen maar zij was ook als beloning voor militaire en burgerlijke verdienste gedacht. In het reactionaire Duitsland van die tijd was het maken van verschil tussen staats- en huisorden nog niet gebruikelijk zoals uit de naam van de in hetzelfde decennium gestichte Huisorde en Orde van Verdienste van Peter Friedrich Ludwig mag worden opgemaakt.

## Klassen
De orde kreeg vier klassen met ieder drie graden.
- De Eerste Klasse of Grootkruisen

Negen "inhaber", zij moesten de hoge ambtelijke rang van "wirkliche Geheimräte" bereikt hebben.
De niet prinselijke grootkruisen werden door het verlenen van het grootkruis in de erfelijke adelstand verheven. Edellieden kregen binnen die adelstand de hogere rang; zo werden ridders baronnen ("Freiherren") en baronnen tot graven verheven.

De volwassen prinsen van de drie Ernestinische vorstenhuizen waren rechtens grootkruis in de Saksisch-Ernestinische Huisorde.
- De Tweede Klasse of Commandeurs

Deze decoratie werd aan niet meer dan twaalf ministers of "Geheimräte" verleend.
- De Derde Klasse of Commandeurs der Tweede Klasse

Deze decoratie werd aan niet meer dan achttien presidenten van regeringscolleges en gerechtshoven, kolonels en luitenants-kolonel toegekend.
- De Vierde Klasse of Ridder

De hertogen mochten niet meer dan 36 ridders benoemen.
De aantallen van 9, 12 en 36 leden in iedere klasse zijn niet toevallig. Iedere hertog mocht een derde van de posities benoemen. Voor vreemdelingen golden geen beperkingen maar zij moesten steeds door ten minste twee van de hertogen benoemd worden.
- De in 1890 toegevoegde Vijfde Klasse of Ridder der Eerste Klasse

De hertogen mochten onbeperkt kruisen in deze klasse uitreiken. Door de toevoeging van een tweede ridderkruis werd het gebruikelijk om ook van "Ridder der Eerste Klasse" te spreken.

## De versierselen

### Het kleinood
Het aan een lint op de heup, op de borst of om de hals gedragen ordeteken noemt men in de faleristiek wel kleinood, juweel, kruis of insigne. Men kan ook van Groot- commandeurs- of ridderkruis spreken.
Het kleinood van de Saksisch-Ernestijnse Huisorde is een achtpuntig verguld zilveren kruis van Malta met wit geëmailleerde armen en gouden ballen op de punten. In het midden is een rond gouden medaillon met een blauwe ring en het portret van Ernst de Vrome gelegd. Op de ring staat in gouden letters het Latijnse motto van de orde "Fideliter et constanter" dat met "Weest standhaftig en trouw" kan worden vertaald. In de armen van het kruis zijn vier gaande gouden leeuwen gemonteerd.
Rond de ring van het medaillon van de Saksische ridders is een groen geëmailleerde gouden eikenkrans met gouden nerven en takken gelegd. Bij de vreemdelingen ontbreekt deze krans.
Op de keerzijde staat in het gouden medaillon het Saksische wapen met de Wijnruitkroon en de datum "25 december 1833". Rond de ring van het medaillon van de Saksische ridders is ook op de keerzijde een groen geëmailleerde gouden eikenkrans met gouden nerven en takken gelegd. Bij de vreemdelingen ontbreekt deze krans.
Tot 1864 stond op de bovenste arm van het kruis een "F" voor Altenburgische, een "E" voor Gothaïsche en een "B" voor Saksen-Meiningensche benoemingen.
Als verhoging dient een opvallend grote, niet gevoerde, gouden beugelkroon met vijf gestileerde wijnruitbladeren als fleurons.
In 1850 werd de mogelijkheid om de orde ook "met de zwaarden" te verlenen vastgelegd in de statuten. Dat betekende dat er kruisen met zwaarden moesten worden vervaardigd. Men onderscheidt kruisen met de zwaarden en met "zwaarden aan de ring". Deze zwaarden aan de ring komen bij alle graden, ook bij de ridder der Tweede Klasse, voor. Er zijn grootkruisen met zwaarden en briljanten. Merkwaardig genoeg zijn er geen civiele grootkruisen met briljanten bekend.
Een opvallend detail bij de militaire kruisen is de bepaling dat de eikenkrans door een lauwerkrans werd vervangen. Vreemde militairen kregen uiteraard kruisen zonder deze krans zoals vreemdelingen ook kruisen, en sterren, zonder eikenkrans droegen. Mem lijkt zich niet steeds aan deze regel te hebben gehouden. Nimmergut meldt dat er kruisen met zwaarden en eikenkrans bekend zijn.
Tijdens de Eerste Wereldoorlog werden jaartallen op de bovenste arm van het grootkruis geplaatst. Zo kent men grootkruisen met het jaartal "1917", "1916", "1917" en "1918" in gouden letters. Op de commandeurskruisen komen ook wel twee jaartallen, bijvoorbeeld "1914" en "1917" op de bovenste en onderste arm van het kruis voor. Deze jaartallen worden niet samen met de zwaarden op een hetzelfde groot- of commandeurskruis gevonden. Ridderkruisen met deze combinatie bestaan daarentegen wel.
In 1935 heeft de (titulair) hertog van Saksen-Coburg-Gotha gepoogd om de orde nieuw leven in te blazen. Dat had tot gevolg dat er ten minste één commandeurskruis met de zwaarden aan de ring werd vervaardigd.
De sterren
De ster van de grootkruisen in deze orde is van zilver en heeft acht punten en afwisselend zilveren en verguld-zilveren stralen. Het medaillon is gelijk aan dat van de kruisen maar in plaats van een portret staat een kleine wijnruitkroon centraal.
De twee laatste hertogen van Saksen-Coburg-Gotha waren, als zoon en kleinzoon van koningin Victoria en prins Albert ridders in de Orde van de Kousenband. Zij hebben sterren laten maken waarop de kousenband rond de ster, met de zwaarden, is gelegd. Uit Saksen-Coburg-Gotha zijn ook sterren met briljanten, briljanten en robijnen, briljanten en opalen, briljanten met zwaarden, briljanten en robijnen met zwaarden en briljanten met zwaarden en opalen bekend. Behalve bij de in de statuten beschreven grootkruisen met briljanten moet men hierbij niet aan evenzovele graden denken. Het gaat om particuliere verfraaiingen van ordetekens.
Tijdens de Eerste Wereldoorlog werden jaartallen op de bovenste arm van het grootkruis geplaatst. Hierbij ging het initiatief uit van de hertogen, het is geen particuliere versiering van een verleend ereteken. Zo kent men ook sterren met het jaartal "1917", "1916", "1917" en "1918" op de bovenste arm van het op de ster gelegde kruis. De bekende jachtvlieger Manfred von Richthofen was een van de dragers van het kruis.
Er zijn sterren met zwaarden bekend. Deze zeer lage zwaarden bedekken de gehele diagonale stralen van de ster. Wanneer het grootkruis "met zwaarden aan de ring" was verleend werden kleine gekruiste zwaarden boven het medaillon op de stralen van de ster gelegd. Men kent ook sterren met zwaarden en briljanten.
De ster van de commandeurs der Eerste Klasse was tot 1864 een op de borst gedragen kruis, gelijk aan het kleinood van de Grootkruisen. De armen waren niet geëmailleerd maar met briljantgeslepen facetten bedekt en kroon en leeuwen in de armen van het kruis ontbreken. Er zijn kruisen met zwaarden bekend. In 1864 werd het kruis vervangen door een zilveren "plaque" in de vorm van een rombus met daarop het medaillon.
Er zijn ook plaques bekend die een perfecte ruitvorm hebben gekregen.
Na 1850 werd, wanneer dat wenselijk was, een militair versiersel aan de kruisen toegevoegd. Men verleende de orde met "zwaarden bij het kruis", Duits: "Schwerter zum Kreuz" wat inhield dat in de armen van het kruis of onder het medaillon van plaque of ster kleine gekruiste gouden zwaarden werden gemonteerd. De zwaarden lagen op de kleine gouden leeuwen.
Zoals in Duitsland gebruikelijk kreeg een drager van een dergelijk kruis bij een bevordering in vredestijd zwaarden aan de ring, Duits: "Schwerter am Ring", toegekend. Bij de sterren werden deze zwaarden aangeduid door twee kleine zwaarden boven het medaillon.
In 1850 werd ook bepaald dat militairen in het vervolg versierselen met een lauwer- in plaats van een eikenkrans zouden dragen. Er werd in dat jaar ook een Grootkruis met briljanten aan de orde toegevoegd.
Het gewaterde zijden lint van de orde was purper- of karmijnrood met twee brede groene strepen.
De drie soevereinen van de orde droegen een verguld zilveren keten. Deze keten kon ook aan "ebenbürtigen Fürstlichkeiten", waarmee keizers, koningen, regerende hertogen en prinsen uit regerende vorstenhuizen werden bedoeld, worden verleend. De bepaling sloot presidenten van republieken uit.
De ordeketen bestond uit zes schakels in de vorm van gevoerde beugelkronen, veertien gekroonde gaande leeuwen, zevenmaal een ornament in de vorm van twee op een Latijns kruis gebonden vuurslagen en een goudgerande cartouche in rococo-stijl met het Saksische wapen. Het ordeteken hing aan het wapenschild.
Er zijn geen ketens bekend waarin zwaarden zijn verwerkt. Maar grootkruisen met de zwaarden werden soms wel aan de keten gedragen.

## Het Prinsessenkruis van de Saksisch-Ernestijnse Huisorde
Het Prinsessenkruis, Prinzessinenkreuz des Sachsen-Ernestinischer Hausordens, was een op een donkergroen geëmailleerd verguld zilveren lint met de ordespreuk "Fideliter et Constans" gelegd kruis van de Saksisch-Ernestinische Huisorde. Het motto stond op de buitenste lint van de onderscheiding en werd op de ring niet herhaald. De ring was donkerblauw en bevatte geen tekst. Het gouden medaillon was dat van de achterzijde van het kleinood en stelde dus het wapen van de Saksische hertogen voor. Boven dit kruis was een kleine gouden beugelkroon met daarboven een kunstig geplooid gouden lint bevestigd waarmee het Prinsessenkruis aan het tot een strik gevormde lint werd vastgemaakt.
In de statuten van de orde was niet in een dergelijk kruis voorzien, men nam geen dames in deze orde op. Omdat de drie hertogdommen geen eigen Damesorde kenden werd dit kruis desondanks uitgereikt. Nimmergut merkt op dat het Prinsessenkruis niet tot de orden gerekend mag worden. Men droeg het Prinsessenkruis op de linkerschouder.
Er zijn Prinsessenkruisen met smaragden bekend. Nimmergut noemt het jaar 1878 als het jaar van ontstaan. De Prinsessenkruisen zijn zeldzaam, op een veiling bracht een dergelijk kruis meer dan 4000 euro op.

## Het Kruis van Verdienste
In 1866 werd ook een aan de orde verbonden Zilveren Kruis van Verdienste, Duits: "Silbernes Verdienstkreuz" ingesteld. De stichting hing samen met de in dat jaar gevochten Pruisisch-Oostenrijkse oorlog om de hegemonie in het Duitse Rijk. Het kruis werd dan ook met zwaarden toegekend. Omdat er in deze laagste graad geen sprake van bevordering kon zijn werden er geen kruisen met zwaarden aan de ring vervaardigd. In 1870, het jaar van de Frans-Duitse oorlog werd het kruis opnieuw ingesteld.
Omdat er blijvende behoefte was aan een kruis waarmee de onderofficieren en lagere ambtenaren in die zeer standsbewuste tijd, waarin een ridderkruis voor hen niet bereikbaar was, te kunnen onderscheiden werd het kruis, nu zonder zwaarden, in 1890 wederom ingesteld. Er zijn nooit gouden of bronzen kruisen geweest, "onder" de kruisen in zilver kwamen medailles. In 1914, bij het uitbreken van de Eerste Wereldoorlog werd het kruis, met de zwaarden, wederom ingesteld.
Het Zilveren Kruis van Verdienste van de Saksisch-Ernestinische Huisorde was in vorm gelijk aan het ridderkruis der IIe Klasse maar had geen kroon als verhoging. Het kruis was niet geëmailleerd en werd aan het lint van de orde gedragen. Er zijn kruisen uit één stuk en kruisen met een los vervaardigd medaillon. Bij al deze kruisen ontbreken de vier leeuwen in de armen en de ballen op de acht punten.
Tijdens de Eerste Wereldoorlog werden verschillende uitvoeringen van het Kruis van Verdienste gefabriceerd en uitgereikt. Men kent kruisen voor bijdrage aan de oorlogsinspanning met de jaartallen "1914 - 1915", 1914 - 1916", "1916 - 1917" en "1917 - 1918". Die laatste kruisen werden in het door de oorlog zwaar getroffen Duitsland ook in verzilverd "wit metaal" gefabriceerd. De kruisen met de zwaarden, voor de mannen aan het front, waren tot aan het einde van de oorlog van zilver.
De kruisen hebben geen letters als aanduiding van de verlenende hertog op de bovenste kruisarm.

## De medailles
Er werden allerlei medailles aan de orde verbonden. Er zijn 26 verschillende medailles bekend. Op de voorzijde van deze medailles is steeds het portret van een van de zes tussen 1834 en 1918 regerende hertogen afgebeeld. Op de keerzijde staat het Kruis van Verdienste. De "gouden" medailles zijn allen van verguld zilver. De uitzondering was de medaille die Hertog Ernst I van Saksen-Coburg-Gotha van 1837 tot 1892 uitreikte. Daarna ging ook hij over op verguld zilveren medailles. Alleen in Saksen-Coburg-Gotha werden na 1914 ook vergulde bronzen of verzilverde zinken medailles uitgereikt.
Dit gebruik van inferieur "oorlogsmetaal" was een zichtbaar teken van de naderende ineenstorting van de Duitse oorlogseconomie.
De medailles werden, wederom in zilver en verguld brons nog tot 1935 door de vorsten aan hun respectieve huishoudingen, jachtdepartementen en houtvesterijen verleend. In 1935 verbood de nationaalsocialistische regering de Duitse vorsten om nog langer onderscheidingen te verlenen. De laatst ingestelde medaille was de "Zilveren Medaille van Verdienste met Zwaarden aan de Ring" die hertog Karel Eduard van Saksen-Coburg-Gotha in 1935 instelde. Kennelijk heeft deze hertog in dat jaar veteranen in zijn dienst een tweede zilveren medaille, van een werkelijke bevordering kan geen sprake zijn geweest want dan had de medaille van goud moeten zijn, uitgereikt.
Na de oorlog moesten de Thüringse vorsten hun kastelen en bezittingen ontvluchten omdat het gebied tot de Russische bezettingszone behoorde. Het verlenen van medailles werd, anders dan het verlenen van grootkruisen in de Saksisch-Ernestijnse Huisorde na de oorlog voor zover bekend niet hervat.

### Medailles van Saksen-Altenburg
- Zilveren Medaille van Verdienste, hertog Frederik 1834 - 1871
- Gouden Medaille van Verdienste, hertog Frederik 1864 - 1871
- Gouden Medaille van Verdienste, hertog Ernst I 1871 - 1891
- Zilveren Medaille van Verdienste, hertog Ernst I 1871 - 1891

Er werden gespen met de jaartallen "1870-1871", gespen met zwaarden en gespen met zwaarden en de jaartallen "1870-1871" uitgereikt om op het lint te dragen. Van 1891 tot 1908 droegen de twee medailles een portret met een nieuw portret van de ouder geworden vorst.
- Gouden Medaille van Verdienste, hertog Ernst II 1908 - 1918
- Gouden Medaille van Verdienste met zwaarden, hertog Ernst II 1908 - 1918

Er werden verguld zilveren gespen met het jaartal "1914 Heimatverdienst" uitgereikt om op het lint te dragen.
- Zilveren Medaille van Verdienste, hertog Ernst II 1908 - 1918
- Zilveren Medaille van Verdienste met zwaarden, hertog Ernst II 1908 - 1918

Er werden zilveren gespen met het jaartal "1914" uitgereikt om op het lint te dragen.

Medailles van Saksen-Coburg-Gotha
- Zilveren Medaille van Verdienste, hertog Ernst I 1835 - 1892
- Gouden Medaille van Verdienste, hertog Ernst I 1837 - 1869

Deze medaille was van massief goud.
- Gouden Medaille van Verdienste, hertog Ernst I 1870 - 1892

Deze medaille was van verguld zilver.
- Zilveren Medaille van Verdienste, hertog Ernst I 1871 - 1891

Er werden gespen met de jaartallen "1870-1871" uitgereikt om op het lint te dragen.
- Gouden Medaille van Verdienste, hertog Alfred 1895 - 1905

Er werden vergulde gespen met de jaartallen "1901-1902" uitgereikt om op het lint te dragen.
- Zilveren Medaille van Verdienste, hertog Alfred 1895 - 1905
- Gouden Medaille van Verdienste, hertog Karel Eduard 1905 - 1914
- Zilveren Medaille van Verdienste, hertog Karel Eduard 1905 - 1914

Er werden zilveren zwaarden uitgereikt om op het lint van de zilveren medaille te dragen.
Deze medailles van Carl Eduard werden, in een nieuwe versie zonder de initialen van de stempelsnijder "M.v.K.", nog tot 1935 uitgereikt. Voor verdienste aan het thuisfront waren er diverse gespen, Er werden verguld zilveren gespen met de jaartallen "1914-1916", "1914-1917" en "1914-1918" uitgereikt. Verguld zilveren gespen met zwaarden, deze waren voor dienst aan het front, en de jaartallen "1914-1916", "1914-1917", "1914-1918" en "1918" zijn ook bekend. Op de linten van de zilveren medailles zijn zilveren gespen met de jaartallen "1914-1916", "1914-1917", "1914-1918" en "1914 für Kriegsverdienst" aangebracht.
- Gouden Medaille van Verdienste met Zwaarden aan de Ring, hertog Karel Eduard 1935

Deze medaille was van verguld zilver.
- Zilveren Medaille van Verdienste met Zwaarden aan de Ring, hertog Karel Eduard 1935

Het is onduidelijk waarom deze zwaarden werden aangebracht, het kan bij deze laagste graad oer definitie niet om een bevordering gaan.

### Medailles van Saksen-Meiningen
- Zilveren Medaille van Verdienste, hertog Bernhard Erich Freund 1836 - 1846
- Gouden Medaille van Verdienste, hertog Bernhard Erich Freund 1864 - 1867
- Gouden Medaille van Verdienste, hertog George 1867 - 1871
- Zilveren Medaille van Verdienste, hertog George 1867 - 1871

Toen de hertog ouder werd werd het portret tweemaal aangepast.
- Gouden Medaille van Verdienste, hertog George 1871 - 1890
- Zilveren Medaille van Verdienste, hertog George 1871 - 1890

Op deze medaille zijn zilveren gespen met de jaartallen "1870-1871" bekend.
- Gouden Medaille van Verdienste, hertog George 1890 - 1914
- Zilveren Medaille van Verdienste, hertog George 1890 - 1914

Deze medailles dragen op het lint soms gespen met de tekst "China" of "Afrika".
Daarmee werd inzet in de koloniale conflicten en de "bokseropstand" in China gehonoreerd.
- Gouden Medaille van Verdienste, hertog Bernhard 1914 - 1918

Op het lint kan een verguld zilveren gesp met de opschrift "1914 Heimatverdienst" of "1914 Kriegsverdienst" zijn aangebracht.
- Zilveren Medaille van Verdienste, hertog George 1914 - 1918

Op het lint kan een zilveren gesp met zwaarden en het jaartal "1914" of een eenvoudige gesp met het jaartal "1914" zijn aangebracht.

## De orde na de val van de Duitse vorstenhuizen
De Duitse vorstenhuizen beschouwden het als hun goed recht om hun ridderorden, in ieder geval hun huisorden zoals deze Saksisch-Ernestijnse Huisorde "jure sanguinis" uit te blijven reiken.
Volgens internationaal recht hebben de chefs van de vorstenhuizen die na 1815 regeerden bepaalde voorrechten waaronder het recht om orden te stichten en toe te kennen. Vooral Karel Eduard van Saksen-Coburg-Gotha maakte op grote schaal gebruik van zijn rechten. Hij liet zelfs nieuwe Medailles van Verdienste slaan. Adolf Hitler verbood de Duitse vorsten en de verbannen keizer in 1935 om nog langer onderscheidingen te verlenen. De huisorden hebben daarop tien jaar lang een slapend bestaan geleid al werden zij op familiebijeenkomsten en begrafenissen nog wel gedragen.
Ook na de oorlog zouden nog tientallen grootkruisen zijn verleend.
Bij de "International Commission for Orders of Chivalry", een organisatie waarbij de dynastieke orden van vorstenhuizen zijn aangemeld staat de "Ernestine Ducal Order" aangemeld met de aantekening dat deze de vernieuwde Orde van de Duitse Redelijkheid, de "Order of German Probity" uit 1690 is.
De commissie noemt twee grootmeesters, prins Friedrich-Konrad, titulair hertog van Saksen-Meiningen (1952) en prins Andreas, titulair hertog van Saksen-Coburg-Gotha (1943).
Van de derde, Altenburgse, tak wordt vermeld dat deze in 1991 is uitgestorven.

## De benoemingen in de orde
Het bijhouden van benoemingen in een en dezelfde orde door drie verschillende kanselarijen, de twee wereldoorlogen en de verwaarlozing van al die archieven die de autoriteiten van de zogenaamde DDR aan "feodalisme" herinnerden zorgen ervoor dat in 2008 niet meer met zekerheid kan worden gezegd hoeveel kruisen en medailles tussen 1833 en 1935 werden uitgereikt.
Ondanks de kleine bevolkingsaantallen van de hertogdommen moet het om veel benoemingen zijn gegaan. Ook in het buitenland werden in de 19e eeuw veel onderscheidingen verleend. De vier oorlogen waarin de hertogdommen verwikkeld raakten zullen ook tot een stroom van benoemingen hebben geleid.
De luchtvaarthistoricus Neal O'Connor onderzocht de meest volledige lijsten van benoemingen. Deze zijn in Meiningen en Coburg bewaard gebleven. Op de bevindingen werd de volgende schatting gebaseerd.
- 62 grootkruisen
- 68 commandeurs der Eerste Klasse
- 410 commandeurs
- 879 ridders der Eerste Klasse
- 2027 ridders der Tweede Klasse

In deze aantallen zijn alle benoemingen sinds 1833, ook die "met de zwaarden" in de drie hertogdommen meegeteld.
Er zijn in de Eerste Wereldoorlog uiteraard meer kruisen van Verdienste dan ridderkruisen uitgereikt. Deze laatste kruisen waren immers voor officieren gedacht. De cadetten en onderofficieren mochten hoogstens een gouden medaille of dit kruis van Verdienste verwachten. Volgens een schatting van Neal O'Connor werden er tussen 1914 en 1918 251 kruisen met zwaarden en 22 kruisen met een datum verleend.
In 2002 kostte een ridderkruis IIe Klasse 869 euro en een zilveren kruis 153 euro. Deze prijzen zijn niet te rijmen met de numerieke verhouding tussen dezen van 1:8.

## De medailles
De aan de orde verbonden medailles waren voor sergeanten, korporaals en soldaten gedacht waarbij korporaals en soldaten vaak een zilveren medaille kregen en de "Feldwebel" een gouden medaille mocht dragen.
Tijdens een oorlog werd na 1870 een gesp met het jaartal op het lint gepind, in vredestijd ontbreekt deze gesp. De militairen kregen een gesp met zwaarden , de "Schwerterspange" en de burgers die zich voor de oorlog verdienstelijk hadden gemaakt droegen de eenvoudiger "Bandspange".
In het waarschijnlijk complete register van medaille-verleningen in Coburg staan 828 gouden medailles met een "gesp met zwaarden" en 74 gouden medailles met een eenvoudige gesp met jaartal opgetekend.

Neal O'Connor telde 9779 zilveren medailles met een "gesp met zwaarden" en 144 zilveren medailles met een eenvoudige gesp met jaartal.
Ook voor de medailles is onduidelijk of het om de drie hertogdommen of alleen om Saksen-Coburg-Gotha gaat.
De zeldzaamheid van de onderscheidingen komt ook in de veilingprijzen tot uitdrukking. In 2008 kostte een grootkruis met ster ongeveer 3000 euro. De oudste versierselen, die met de letter op de arm, zijn nog duurder en dat geldt ook voor de aan vreemdelingen verleende kruisen zonder eikenloof. Een ridderkruis der Tweede Klasse kost ongeveer 300 euro, een Kruis van Verdienste kan 2 of 300 euro kosten en een medaille van verzilverd zink kan men soms voor 40 euro kopen. De prinsessenkruisen zijn zeer gezocht; zij komen zelden op de veilingtafel en brengen ongeveer 5000 euro op.
Tussen gouden en verguld zilveren medailles is uiteraard een groot verschil in waarde. De gouden medailles brengen ongeveer 1000 euro op, een zilveren medaille niet meer dan 200 euro al maakt de aanwezigheid van een fraaie gesp een groot verschil.
Er zijn 128 verschillende versierselen bekend.